# Indokinesisk drillfågel
Indokinesisk drillfågel (Lalage polioptera) är en fågel i familjen gråfåglar inom ordningen tättingar.

## Utseende och läte
Indokinesisk drillfågel är en 21–23 cm lång enfärgat grå gråfågel med relativt lite kontrast i fjäderdräkten. Hanen är grå med mörkare vingspetsar och vit undergump. Honann är ljusare grå med tunt tvärbandad undersidan. Den kan misstas för svartvingad drillfågel, men denna är generellt mörkare med mycket svagare tvärbandning på undersidan hos honan och mer jämnt spridda vita fläckar på undersidan av stjärten (hos indokinesisk drillfågel är dessa samlade i en klump). Lätet består av en fallande serie ljusa visslingar. Från flygande flockar hörs som gnissliga skall.

## Utbredning och systematik
Indokinesisk drillfågel förekommer i Sydostasien. Den delas in i tre underarter med följande utbredning:
- Lalage polioptera jabouillei – förekommer i norra Vietnam
- Lalage polioptera indochinensis – förekommer från Myanmar till centrala Thailand, centrala Laos och södra Vietnam
- Lalage polioptera polioptera – förekommer från södra Myanmar till södra Thailand, Kambodja och södra Laos

### Släktestillhörighet
Tidigare placerades arten i släktet Coracina, men genetiska studier visar att det släktet är parafyletiskt iförhållande till Lalage och Campephaga. Detta har lett till taxonomiska förändringar, bland annat genom att en handfull arter flyttats till Lalage.

## Levnadssätt
Inkokinesisk drillfågel hittas i öppen skog, framför allt torr lövskog, men också i skogskanter och trädgårdar. Födan består av insekter, bland annat fjärlslarver. Den födosöker långsamt men metodiskt i trädtaket och på medelhög nivå. Arten häckar april–maj, i Myanmar april–juli. Den placerar sitt tefatsformade bo av tunna kvistar och rötter högt uppe i ett träd. Däri lägger den två till tre ägg.

## Status och hot
Arten har ett stort utbredningsområde, men tros minska i antal, dock inte tillräckligt kraftigt för att den ska betraktas som hotad. Internationella naturvårdsunionen IUCN listar arten som livskraftig (LC).